# Blankaseen
Die Blankaseen sind zwei benachbarte kleine Bergseen im Verwall. Sie liegen am Nordrand der Gemeinde Kappl im österreichischen Land Tirol südlich unterhalb des Hohen Rifflers auf einer Höhe von 2405 und 2414 m ü. A.
Sie werden südwärts vom Blankabach entwässert, welcher unweit des Ortsteils Althof auf 1119 m ü. A. in die Trisanna mündet.
Südwestlich am See vorbei führt der Wanderweg von Kappl über das Kappler Joch (2672 m ü. A.) zur Edmund-Graf-Hütte.

## Nachweis
- Lage & Höhe auf der Austrian Map (BEV)